# Mysterious Skin
 (septembre 2010).
Si vous disposez d'ouvrages ou d'articles de référence ou si vous connaissez des sites web de qualité traitant du thème abordé ici, merci de compléter l'article en donnant les références utiles à sa vérifiabilité et en les liant à la section « Notes et références ».
Pour plus de détails, voir Fiche technique et Distribution.
Mysterious Skin, ou Souvenirs dans la peau au Québec, est un film dramatique néerlando-américain écrit et réalisé par Gregg Araki, sorti en 2004. Il est inspiré du livre homonyme de Scott Heim.

## Synopsis
À Hutchinson, au Kansas, Neil McCormick vit avec sa mère célibataire au gré de la succession des petits amis de celle-ci. Au cours de l'été de ses 8 ans, Neil est sexuellement abusé par Heider, l'entraîneur de son équipe junior de baseball. Au cours de son adolescence, il se prostitue avec des hommes plus âgés, ce qui inquiète sa meilleure amie, Wendy, ainsi qu'Eric, qui est amoureux de lui.
Dans la même ville, le même été, Brian Lackey a oublié cinq heures de sa vie. Sa sœur l'a retrouvé dans la cave, le nez en sang. Lors de la fête d'Halloween suivante, cinq autres heures disparaissent de la mémoire de Brian. Celui-ci est régulièrement victime de saignements de nez et d'évanouissements soudains. Brian finit par croire qu'il a été enlevé par des extraterrestres.
Plus tard, alors que Neil part vivre à New York avec Wendy, Brian tente de se remémorer la soirée oubliée.

## Fiche technique
- Titre original : Mysterious Skin
- Titre international : Mysterious Skin
- Titre québécois : Souvenirs dans la peau
- Réalisation : Gregg Araki
- Scénario : Gregg Araki, d'après le roman homonyme de Scott Heim
- Musique : Harold Budd et Robin Guthrie
- Direction artistique : Morgan Blackledge
- Décors : Erin Smith
- Costumes : Pamela Walt
- Photographie : Steve Gainer (en)
- Montage : Gregg Araki
- Production : Gregg Araki, Jeffrey Levy-Hinte (en) et Mary Jane Skalski (en)
- Sociétés de production : Antidote Films, Desperate Pictures (États-Unis) ; Fortissimo Films (Pays-Bas)
- Sociétés de distribution : Tartan Films (en) (États-Unis), 1More Film (Pays-Bas)
- Pays de production :  États-Unis,  Pays-Bas
- Langue originale : anglais
- Format : couleur - 1.85 : 1
- Genre : drame
- Durée : 105 minutes
- Dates de sortie :
  - Italie : 3 septembre 2004 (Mostra de Venise)
  - États-Unis : janvier 2005 (Festival du film de Sundance) ; 26 mai 2005 (sortie limitée)
  - France : 18 mars 2005 (Festival Cinéma d'Alès Itinérances) ; 30 mars 2005 (nationale)
  - Belgique : 27 avril 2005 (nationale)
  - Pays-Bas : 25 août 2005 (nationale)
- Interdiction aux moins de 16 ans en France

## Distribution
- Joseph Gordon-Levitt : Neil McCormick
- Brady Corbet : Brian Lackey
- Michelle Trachtenberg : Wendy Peterson
- Mary Lynn Rajskub : Avalyn Friesen
- Elisabeth Shue : Ellen McCormick, la mère de Neil
- Chase Ellison : Neil McCormick à huit ans
- George Webster (en) : Brian Lackey à huit ans
- Riley McGuire : Wendy Peterson à onze ans
- Jeffrey Licon (en) : Eric Preston
- Bill Sage : entraîneur Heider
- Lisa Long : Madame Lackey, la mère de Brian
- Chris Mulkey : Monsieur Lackey, son mari
- Rachael Nastassja Kraft : leur fille Deborah à douze ans
- Billy Drago : Zeke
- Richard Riehle : Charlie

## Production

### Tournage
L'acteur Joseph Gordon-Levitt porte des lentilles bleues pour ce film[réf. nécessaire].
Les enfants avaient un script différent et tournaient les scènes de viols sans les personnages adultes. Celles-ci étaient ensuite montées pour donner l'illusion qu'elles avaient été tournées en même temps[réf. nécessaire].

### Musique
La musique originale a été composée en collaboration par Harold Budd (compositeur de musique ambient), et Robin Guthrie (cofondateur du groupe de rock atmosphérique Cocteau Twins).
La bande originale contient aussi plusieurs chansons de groupes qu'on rattache généralement au courant musical shoegazing :
- Golden Hair (reprise de Syd Barrett) - Slowdive
- Galaxy - Curve
- Game Show
- Catch the Breeze - Slowdive
- Crushed - Cocteau Twins
- Dagger - Slowdive
- I Guess I Fell in Love Last Night
- I Could Do Without Her
- Drive Blind - Ride
- O Come All Ye Faithful
- Away in a Manger
- Silent Night
- Samskeyti - Sigur Rós

## Accueil

### Accueil critique
Mysterious Skin a pour thème les abus sexuels et ses conséquences sur les enfants qui en sont victimes, qui culpabilisent, comme Neil, ou qui oublient parce que le souvenir est trop douloureux, comme Brian, dont le cerveau nie la vérité pour se protéger.[réf. souhaitée]
Du fait des scènes représentées entre Neil et l'entraîneur Heider, l'Australian Family Association a réclamé l'interdiction du film en Australie. En effet, certains craignaient que ces scènes ne servent de « manuel d'instruction » pour violeurs[réf. nécessaire].
L'Australian Classification Review Board (en) a voté à quatre voix contre deux pour le maintien d'une limitation de type R (limité aux spectateurs de 18 ans et plus) ; le film a donc pu être distribué en Australie[réf. nécessaire].

### Distinctions
- Bergen International Film Festival en 2004 – Prix du jury[1]
- Polished Apple Awards en 2006 – Meilleur film[2]
- Icelandic Queer Film Festival en 2006 – Meilleure réalisation fictionnelle[citation nécessaire]